# 281507 Johnellen
281507 Johnellen este o planetă minoră (asteroid) din centura de asteroizi. A fost descoperită pe 7 octombrie 2008 la  de . 
Obiectul prezintă o orbită caracterizată de o semiaxă mare de 2,6049154595141 UAi, o excentricitate de 0,064539955687996, o înclinație de 13,907833769165 ° în raport cu ecliptica.